# Alakazam
Alakazam (japanski: フーディン Fūdin) jedan je od 1025 fiktivnih vrsta Pokémona iz medijske franšize Pokémon, skupa Pokémon videoigara, animiranih serija, manga stripova, knjiga, igraćih karata i drugih medija kojima je tvorac Satoshi Tajiri. Svrha je Alakazama u videoigrama, animiranoj seriji i manga stripovima, kao i svrha ostalih Pokémona, borba s divljim Pokémonima – neukroćenim stvorenjima koje igrači i likovi pronalaze dok kreću na razne avanture – i pripitomljenim Pokémonima drugih Pokémon trenera.

## Etimologijaimena
Alakazamovo ime je česta fraza u mađioničarskom svijetu. Zapravo, čitav evolucijski lanac tvori "čaroliju" koja je poznata kao "Abrakadabra Alakazam!".
Alakazamovo japansko ime odnosi se na francuskog mađioničara Jeana Eugènea Roberta-Houdina ili njegovog imenjaka Harryja Houdinia.

## Pokédex podaci
- Pokémon Red/Blue: Njegov je mozak sposoban nadmašiti super računalo. Kvocijent inteligencije ovog Pokémona iznosi 5,000.
- Pokémon Yellow: Pokémon koji je sposoban upamtiti bilo što. Nikada ne zaboravlja ono što jednom nauči, što ga čini iznimno pametnim.
- Pokémon Gold: Zatvaranjem oba oka pojačava svoja osjetila. Ovo mu omogućuje da iskoristi svoje moći do krajnjih granica.
- Pokémon Silver: Njegove se moždane stanice neprekidno množe sve do njegove smrti. Posljedicom toga, sposoban je upamtiti sve u životu.
- Pokémon Crystal: Kvocijent njegove inteligencije iznosi 5,000. U jednom trenutku računa nebrojene jednadžbe kako bi dosegnuo vrhunac moći u svakoj borbi.
- Pokémon Ruby: Alakazamov mozak neprekidno raste, čineći njegovu glavu preteškom za njegov vrat. Iz tog razloga, Alakazam koristi svoje psihičke moći kako bi držao svoju glavu uspravno.
- Pokémon Sapphire: Alakazamov mozak neprekidno raste, vječito množeći njegove moždane stanice. Ovaj nevjerojatan mozak daje Alakazamu kvocijent inteligencije i do 5,000. Ima jasno sjećanje svega što se dogodilo u njegovom životu.
- Pokémon Emerald: Iako posjeduje iznimne psihičke sposobnosti i nevjerojatno visoku inteligenciju, Alakazamovi mišići iznimno su slabi. Koristi se psihičkim moćima kako bi se kretao.
- Pokémon FireRed: Ne voli koristiti fizičke napade. Umjesto toga, koristi se posebnim psihičkim moćima kako bi porazio protivnike.
- Pokémon LeafGreen: Njegov je mozak sposoban nadmašiti super računalo. Kvocijent inteligencije ovog Pokémona iznosi 5,000.
- Pokémon Diamond: Njegovo nevjerojatno sjećanje dopušta mu da se sjeti dvega što je doživio od rođenja. Njegov kvocijent inteligencije viši je od 5,000.
- Pokémon Pearl: Njegov nevjerojatno razvijen mozak usporediv je sa super računalom. Sposoban je koristiti se svim oblicima psihičkih moći.

## U videoigrama
Alakazama je nemoguće pronaći u divljini videoigara. Trener mora razviti Kadabru vršenjem razmjene s drugim igračem.
Alakazam je popularan izbor u kompetitivnim krugovima zbog svojih visokih napadačkih statistika (Special Attack i Speed), i širokog spektra napada koje može naučiti, što mu daje ulogu brzog specijalnog minolovca.

## Tehnike
| Prirodne tehnike                   | Prirodne tehnike | Prirodne tehnike |
| ---------------------------------- | ---------------- | ---------------- |
| Tehnika                            | Vrsta tehnike    | Razina           |
| Kineza (Kinesis)                   | Psihički         |                  |
| Teleportiranje (Teleport)          | Psihički         |                  |
| Zbunjivanje (Confusion)            | Psihički         | 16               |
| Onesposobljavanje (Disable)        | Normalni         | 18               |
| Čudesno oko (Miracle Eye)          | Psihički         | 22               |
| Psiho zraka (Psybeam)              | Psihički         | 24               |
| Odbijanje (Reflect)                | Psihički         | 28               |
| Oporavak (Recover)                 | Normalni         | 30               |
| Psihičko razrezivanje (Psycho Cut) | Psihički         | 34               |
| Zamjena uloga (Role Play)          | Psihički         | 36               |
| Psihička (Psychic)                 | Psihički         | 40               |
| Pogled u budućnost (Future Sight)  | Psihički         | 42               |
| Trik (Trick)                       | Psihički         | 46               |

## Statistike
| HP:      | 55  |  |
| Attack:  | 50  |  |
| Defense: | 45  |  |
| Special: | 135 |  |
| SpAtk:   | 135 |  |
| SpDef:   | 85  |  |
| Speed:   | 120 |  |

Statistika Special korištena je samo tijekom prve generacije; kasnije je podijeljenja na Special Attack i Special Defense statistike.

## U animiranoj seriji
Divovski Alakazam probuđen je iz dubokog sna na mjestu ruševina Pokémopolisa u epizodi The Ancient Puzzle of Pokémopolis.
Vođa dvorane otoka Trovita, Rudy, posjeduje Alakazama koji je imao manje pojavljivanje u epizodi Misty Meets Her Match.
Alakazam se pojavio u epizodi Pokémon Double Trouble. Ovog je Alakazama koristila Luana, Vođa dvorane otoke Kumquat, u dvostrukoj borbi protiv Asha.
Gary Oak viđen je u borbi protiv Alakazama, kada je koristio svog netom razvijenog Umbreona u epizodi Power Play. Također, Gary Oak posjeduje Alakazama koji je viđen u njegovom profilu tijekom epizode The Ties That Bind!. Nije poznato je li ga Gary uhvatio kao Abru ili Kadabru.
Alakazam se pojavio pod vlasništvom Eusinea, Pokémon istraživača i stručnjaka za Legendarne zvijeri,  u epizodi For Ho-Oh the Bells Toll i The Legend of Thunder!.
Vito Winstrate, Pokémon trener prisutan unutar animirane serije i videoigrama, posjeduje Alakazama koji mu je pomogao u zasutavljanju divljanja Camerupta njegove bake u epizodi Candid Camerupt!.
U epizodi Fear Factor Phony, još jedna Alakazam živi u napuštenoj rudničkoj koloniji zajedno s nekoliko ostalih Psihičkih Pokémona.
Anabel, Vođa Borbenog tornja i Borbi bez granica, koristi Alakazama u borbama tijekom epizoda Talking a Good Game i Second Time's the Charm.
Kenny, Dawnin prijatelj, koristio je svog Alakazama u prvom krugu Pokémon izložbe u gradu Floraromi tijekom epizode Settling a Not-So-Old-Score!.